# Agnieszka Schulz-Brzyska
Agnieszka Helena Schulz-Brzyska (ur. w 1967 w Lublinie) – polska instrumentalistka, dr hab. sztuk muzycznych, adiunkt Instytutu Muzykologii i Katedry Dydaktyki Muzycznej Wydziału Teologii Katolickiego Uniwersytetu Lubelskiego Jana Pawła II.

## Życiorys
Ukończyła z wyróżnieniem Państwową Szkołę Muzyczną I i II stopnia w Lublinie (w klasie fortepianu Mieczysława Dawidowicza). W 1985 roku została studentką Wydziału Klawesynu, Fortepianu i Organów Akademii Muzycznej im. Fryderyka Chopina w Warszawie, w klasie fortepianu prof. Kazimierza Gierżoda oraz kameralistyki prof. Mai Nosowskiej. Dyplom magistra sztuki otrzymała w 1990 roku. Rok później ukończyła Studium Pedagogiczne tej samej uczelni. W 2000 roku otrzymała kwalifikacje I stopnia w Akademii Muzycznej im. Grażyny i Kiejstuta Bacewiczów w Łodzi, a w 2010 roku Akademia Muzyczna w Krakowie nadała jej stopień doktora habilitowanego sztuk muzycznych. W 2005 r. ukończyła Podyplomowe Studia Kameralistyki na Wydziale Fortepianu, Klawesynu i Organów Akademii Muzycznej im. Fryderyka Chopina w Warszawie, a także podyplomowe studia w Wyższej Szkole Przedsiębiorczości i Administracji w Lublinie na kierunku Zarządzanie Oświatą.
Pracuje jako adiunkt w Instytucie Muzykologii i w Katedrze Dydaktyki Muzycznej na Wydziale Teologii Katolickiego Uniwersytetu Lubelskiego Jana Pawła II. Od 2014 zasiada jako przewodniczący w jury (obok prof. Andrzeja Jasińskiego) na Małopolskim Konkursie Pianistycznym im. I. J. Paderewskiego w Tuchowie. Prowadzi również wykłady z Prelekcji muzycznej oraz Zagadnień wykonawczych muzyki kameralnej na KUL. Od 2015 roku jest prezesem Stowarzyszenia Polskich Artystów Muzyków Oddział Lubelski.
Została odznaczona Srebrnym (2019) i Złotym (2024) Krzyżem Zasługi.